# Спектор Ісай
Спектор Ісай А. — український кінопродюсер, кінопрокатник 1910-х років.
У Катеринославі створив кінокомпанію Т/д «Художество», яка у 1911—1913 рр. зняла п'ять фільмів: «Мати-наймичка», «Наталка Полтавка», «Запорізька січ», «Тяжка розплата», «Оце так ускочив».
Режисером і оператором фільмів компанії був Данило Сахненко.